# Челлере
Челлере (італ. Cellere) — муніципалітет в Італії, у регіоні Лаціо,  провінція Вітербо.
Челлере розташоване на відстані близько 95 км на північний захід від Рима, 30 км на захід від Вітербо.
Населення — 1202 особи (2014).
Щорічний фестиваль відбувається 1 вересня. Покровитель — Sant'Egidio.

## Демографія
Населення за роками:

Станом на 1 січня 2023 року в муніципалітеті офіційно проживало 116 іноземців з 23 країн, серед них 27 громадян країн Євросоюзу та 7 громадян України.

## Сусідні муніципалітети
- Арлена-ді-Кастро
- Каніно
- Іскія-ді-Кастро
- П'янсано
- Тессеннано
- Валентано